# The Happiest Days of Your Life
The Happiest Days of Your Life is een videospel voor verschillende platforms. Het spel werd uitgebracht in 1986. 